# Las Lajas, Aculco
Las Lajas är en ort i Mexiko, tillhörande kommunen Aculco i den nordvästra delen av delstaten Mexiko, i den centrala delen av landet. Orten hade 507 invånare vid folkräkningen 2010.